# برونهیلده پومزل
برونهیلده پومزل (آلمانی: Brunhilde Pomsel; ‏۱۱ ژانویهٔ ۱۹۱۱ – ۲۷ ژانویهٔ ۲۰۱۷) تندنویس و منشی، broadcaster اهل آلمان و منشی یوزف گوبلز، رئیس دستگاه تبلیغاتی آلمان نازی بود.